# 샐리 포터
샐리 포터(Sally Potter, OBE, 1949년 9월 19일 ~ )는 잉글랜드의 영화 감독, 영화 각본가이다.

## 작품 목록
- 골드 디거 (1983)
- 올란도 (1992)
- 탱고 레슨 (1997)
- 피아노2 (2000)
- 예스 (2004, Yes)
- 레이지 (2009)
- 진저 앤 로사 (2012)
- 더 파티 (2017)
- 더 로즈 낫 테이큰 (2020)